# 二锰(III)酸六钾
二锰(III)酸六钾是一种无机化合物，化学式为K6Mn2O6。它与混合氧化物型的锰(III)酸锂或锰(III)酸钠（MMnO2）不同，它在固态含有单独的Mn2O6−
6阴离子。它在空气中迅速水解。
K6Mn2O6是红宝石色晶体，可由过量的氧化钾和一氧化锰在镍弹重于610 °C反应得到。其中的Mn2O6−
6离子有Al2Cl6型结构。